# Victor Aimé Huber
Victor Aimé Huber (Stuttgart, 10 maart 1800 – Wernigerode, 19 juli 1869) was een Duitse sociale hervormer, reisverhalenschrijver en hoogleraar moderne talen. Hij bekleedde leerstoelen aan de universiteiten van Rostock, Marburg en Berlijn. Huber zetelde in de Landdag van Keurhessen gedurende twee jaren (1839-1841).

## Levensloop
Huber werd geboren in Stuttgart, hoofdstad van het hertogdom Württemberg in het jaar 1800 waarin Franse troepen Württemberg in bezit namen. Zijn ouders waren Ludwig Ferdinand Huber, een rooms-katholiek, en Therese Huber, een lutheraanse, die beiden schrijver waren. Na het vroegtijdig overlijden van zijn vader (1804) groeide Huber bij vrienden van zijn ouders in Hofwil, Zwitserland (1806). Hij maakte zijn Abitur in Hofwil in 1816, onder leiding van Philipp Emanuel von Fellenberg.
In 1820 behaalde Huber het diploma in de geneeskunde aan de universiteit van Göttingen. In de jaren 1820-1826 reisde hij door Spanje, Frankrijk, Engeland en Italië. In deze periode gaf hij een carrière op als medicus, aangezien hij geen beroepsvergunning kreeg in München. Zoals zijn ouders waagde Huber zich aan journalistiek voor een krant in Göttingen.
Van 1828 tot 1832 was Huber leraar geschiedenis en moderne talen eerst in de handelsschool dan in het gymnasium van Bremen. Dit bezorgde hem een vast inkomen na jaren omzwervingen. Een jaar later ging hij over van het Rooms-katholieke geloof naar het gereformeerd protestantisme (1829). In 1830 huwde hij met Auguste Klugkist uit Bremen; het echtpaar bleef kinderloos.
In 1833 benoemde de universiteit van Rostock Huber tot hoogleraar esthetiek, kunstgeschiedenis, retorica, moderne geschiedenis en literatuur. Hij was er gepromoveerd tot doctor in de filologie honoris causa (1833). In Rostock doceerde hij tot 1836.
Van 1836 tot 1843 was Huber hoogleraar literatuur moderne talen en geschiedenis aan de universiteit van Marburg in het keurvorstendom Hessen. In 1839 en in 1843 was hij decaan van de faculteit wijsbegeerte. Tevens was hij politiek actief: hij zetelde in de Landdag van Keurhessen van 1839 tot 1841.
Vervolgens, van 1843 tot 1852, was Huber hoogleraar literatuurgeschiedenis aan de Humboldtuniversiteit van Berlijn, hoofdstad van het koninkrijk Pruisen. In 1844 maakte hij een lange reis door Frankrijk, België en Engeland. Terug in Berlijn sloot hij aan bij de conservatieve partij van Pruisen doch hij verliet deze snel omdat de privilegies van landheren hem stoorde. Hij startte met een tijdschrift in Berlijn, getiteld Janus, Jahrbücher deutscher Gesinnung, Bildung und That. In het Revolutiejaar 1848 moest het tijdschrift, dat weinig gefortuneerde lezers kende, verdwijnen. Finaal gaf hij in 1852 zijn leerstoel op, om zich te wijden aan de sociale problemen op het platteland. Hij verliet Berlijn.
Zodoende was hij aan het einde van zijn leven, van 1852 tot 1869, actief in een coöperatie. Hij had in 1844 in Manchester, Engeland, een model van sociale promotie van landbouwers gezien. De huisvesting en werkorganisatie van landarbeiders imiteerde hij naar dit model. Dit deed hij in Wernigerode, gelegen in de Pruisische provincie Saksen. Hij noemde dit sociaal experiment ‘Innere Ansiedlung’ of ‘Interne bezetting’. Samen met andere Duitse sociale bewogenen promootte Huber coöperatieve vennootschappen. In Berlijn bouwde een woningcoöperatie zes kleine huizen voor vijftien bewoners, met Huber in het directiecomité. Huber ontving een eredoctoraat van de universiteit van Wenen (1865).
Huber overleed na een langdurige ziekte in Wernigerode in het jaar 1869. Zijn vrouw overleefde hem.
In de jaren 1880 werden de huisjes in Berlijn afgebroken wegens bouwvalligheid.